# Liste des épisodes d'Un cas pour deux (série télévisée, 1981)

Cette page recense la liste des épisodes de la série télévisée Un cas pour deux.

## Première saison (1981): épisodes 1 à 5
1. La grande sœur (Die grosse schwester) - Josef Matula, un jeune policier, tombe amoureux de la sœur aînée d'un jeune voyou. Libéré pour manque de preuves, le jeune voyou se retrouve vite en cavale, à la suite d'un nouveau coup. Matula, qui a fait sa connaissance, essaye de le protéger, mais ils sont alors tous deux arrêtés. Au procès, le voyou accuse Matula d'avoir organisé le coup. Cette accusation, peu crédible, n'est pas retenue par le tribunal mais Matula est tout de même suspendu provisoirement de la police pour avoir protégé un délinquant recherché. Matula se sent humilié, et démissionne de la police. Maître Renz, l'avocat du voyou, lui propose alors de travailler  pour lui comme détective privé.
2. La chasse au renard (Fuchsjagd)
3. La maison en France (Das Haus in Frankreich)
4. L'ami du mort (Todfreunde)
5. Le raté (Der Erbe)
6. Les faux amis (Brandstiftung)

## Deuxième saison (1982): épisodes 6 à 13
1. Vengeance (Brandstiftung)
2. Excès de vitesse (Tollwut)
3. L'arroseur arrosé (Der Jäger als Hase)
4. L’accrochage (Kratzer im Lack)
5. Heures supplémentaires (Überstunden)
6. Vieux pistolets (Alte Pistolen)
7. La guerre des nerfs (Nervenkrieg)
8. Drôle d’associé (Partner)

## Troisième saison (1983): épisodes 14 à 20
1. Le Marché de dupes (Zwielicht)
2. La victime (Das Opfer)
3. Monsieur Pankraz (Herr Pankraz, bitte !) - Me Renz n'est pas vraiment emballé lorsque Pankraz, un clochard, lui demande d'assurer sa défense. On l'accuse, en effet, d'avoir assassiné un professeur de renom.
4. Le témoin (Der Zeuge)
5. Le carré de la mort (Tödliches Viereck)
6. Faux calcul (Strich durch die Rechnung)
7. La grande colère du petit Paschirbe (Die große Wut des kleinen Paschirbe) - Le fils Rimbach hérite de la banque privée héritée par son père. Il n'a, certes, pas commis d'erreurs graves dans la gestion de l'entreprise mais il n'est pas vraiment doué pour les affaires et la banque s'est considérablement fragilisée. Lorsqu'un de ses employés, vexé de devenir jardinier sous peine d'être renvoyé de l'établissement, déterre des ossements de squelette, il croit pouvoir coincer son patron…

## Quatrième saison (1984): épisodes 21 à 30
1. Un capital inexploité (Totes Kapital) - L'entreprise de menuiserie de Willi Kunze fonctionne bien depuis 20 ans déjà. Désirant acquérir du matériel neuf, Kunze demande un crédit à sa banque. On le lui refuse car il serait déjà endetté auprès d'un autre établissement et aurait omis volontairement de le signaler.
2. Risques et périls (Auf eigene Gefahr) - Gerti Breuer, qui soupçonne son mari d'infidélité, engage Matula afin qu'il le suive à la trace. Celui-ci acquiert rapidement la certitude que l'époux mène effectivement une double vie…
3. Onze ans après (Elf Jahre danach) - Udo Lemke, condamné à onze ans de détention pour meurtre, a toujours clamé son innocence. La famille de la victime est inquiète lorsqu'elle apprend sa prochaine libération sur parole.
4. Alchimie d’un meurtre (Chemie eines Mordes) - Arrivée de la secrétaire Helga Sommer - Dans un quartier fréquenté par des prostituées, une voiture renverse un homme ivre. S'arrêtant quelques secondes, la voiture prend ensuite la fuite, non sans qu'une prostituée, témoin de la scène, note le numéro de la plaque…
5. Nuit d’oubli (Die verlorene Nacht)
6. La carotte et le bâton (Zuckerbrot und Peitsche)
7. Un mort à l’aube 1/3 (Morgengrauen (part. 1/3)) — Matula vient d'être engagé, sans contrat mais pour un gros salaire, comme gardien de la villa du Dr Winzler (Armin Mueller-Stahl), l'un des dirigeants d'une grande entreprise d'équipement informatique. Un matin il se réveille habillé au milieu du salon. À côté de lui gît un inconnu, abattu de trois balles, devant le coffre-fort ouvert. Matula est immédiatement inculpé du meurtre, car toutes les apparences sont contre lui: il était seul dans la villa la nuit du crime, l'inconnu a été tué avec son arme, et la police retrouve même une partie des documents volés dans son appartement.
8. Un mort à l’aube 2/3 (Morgengrauen (part. 2/3))
9. Un mort à l’aube 3/3 (Morgengrauen (part. 3/3))
10. Le Fauteur de trouble (Immer Ärger mit Ado) - Ado, un vieux maçon polonais, considère Dr Renz comme un vrai père, parce qu'il l'a défendu autrefois. Comme il a une totale confiance en lui, il lui confie qu'il va tout bientôt se « venger » et s'enrichir, mais « sans faire de bêtises ».

## Cinquième saison (1985): épisodes 31 à 37
1. Le raté (Der Versager) - Quand, de deux frères, l'un est un homme d'affaires prospère et l'autre un « raté », les affaires familiales ne sont pas simples.
2. Le gros lot (Sechs Richtige) - Un homme divorcé, au chômage, a touché le gros lot. Son ex femme s'inquiète de sa disparition, car l'heureux gagnant est parti, mais pas avec elle.
3. Otages (Fluchtgeld)
4. La rançon (Schwarze Zahlen) : Vera Eschholz ne supporte plus son mari, Werner, qui ne l’aurait épousée que pour son argent. Elle est enlevée par des malfrats italiens, qui forcent Werner à leur remettre des bijoux contre la libération de sa femme. Quelque temps plus tard, une nouvelle demande de rançon est adressée à Werner, par un jeune croupier de casino, Gerd Barnim, qui lui réclame 1 million de marks, sans quoi sa femme sera de nouveau kidnappée et tuée. Me Renz et Matula suivent Barnim lors de la remise de la seconde somme d’argent...
5. Le petit chaperon rouge (Rotkäppchen)
6. Gang de sang (Blutsbande)
7. Divorce en blanc (Scheidung in Weiß)

## Sixième saison (1986): épisodes 38 à 46
1. Famille je vous hais 1/2 (Erben und Sterben (part. 1/2)) - Une jeune femme se présente au bureau de Dr Renz. Sa marraine est décédée depuis longtemps, et elle aurait dû toucher une part d'héritage à sa majorité. Mais cela n'a pas été le cas, car son père et ses deux frères la détestent depuis toujours. Du moins, c'est ainsi qu'elle présente l'affaire.
2. Famille je vous hais 2/2 (Erben und Sterben (part. 2/2))
3. Un jardinier ambitieux (Todestag)
4. Révélations posthumes (Schwind paßt auf)
5. M.O.R.T (T.O.D.)
6. Un tuyau percé (Todsicherer Tip)
7. Une haine aveugle (Blinder Haß)
8. Compte à rebours (Countdown)
9. Le rêve de Fasold (Fasolds Traum) - Fasold, un ancien gangster, bénéficie de la liberté conditionnelle, après avoir passé quatre ans en prison. Son seul rêve, désormais, est d'ouvrir un bar avec son épouse. Celle-ci a déjà tout préparé. Mais son ancien gang ne l'entend pas de cette oreille.

## Septième saison (1987): épisodes 47 à 55
1. Chantage (Zorek muß schießen) - Zorek a fait de la prison, et il voudrait avoir une vie normale avec sa copine et son fils. Mais, naïf, il se retrouve chargé, par une personne qu'il ne connaît mais qui, apparemment, le connaît très bien, d'assassiner une riche femme, témoin dans un procès.
2. Gangsters en herbe (Zahltag) - Une banque est attaquée en pleine ville. Mais les braqueurs n'exigent des caissiers que 17 000 DM… Ils quittent la banque en prenant une jeune fille en otage.
3. Jalousie (Tatzeit)
4. Jeu de piste (Irgendwann…) - Au cours d'une dispute, un chanteur de Schlager à succès a tué sa femme, dont il est séparé. Son jardinier, témoin de la scène, lui propose de faire disparaître le corps. Deux jours plus tard, le jardinier est retrouvé noyé dans le Main. Mais d'autres personnes ont l'air d'être au courant de l'affaire. La question est de savoir qui.
5. Alibi sans valeur (Wertloses Alibi) - Première apparition de Jürgen Schmidt en tant que commissaire de police.
6. Au-delà de la mort (Über den Tod hinaus…) - Elise Simon, vieille amie et riche cliente de Dr Renz, veut divorcer de son mari, pour vivre avec son jeune amant. Un jour, celui-ci l'appelle pour lui demander de venir de toute urgence. Elle le trouve devant le cadavre de son ancienne maîtresse. Le jeune homme n'arrive pas à se l'expliquer. Les deux amants décident alors de cacher le corps. Mais, apparemment, quelqu'un les a vus.
7. La peine de mort (…zum Tode verurteilt)
8. Liaison dangereuse (Lebenslänglich für einen Toten) - Le mari de Julia, avec lequel elle a eu deux enfants, est mort il y a cinq ans dans l'incendie de sa voiture. Du moins, c'est ce qu'elle croyait, avant de le recroiser par hasard dans la rue.
9. Ayla (Ayla) - Un entrepreneur turc veut retrouver sa fille. Celle-ci a grandi en Allemagne et refuse d'épouser un lointain cousin du pays, raison pour laquelle elle a fui. Comme elle est majeure, la police ne veut pas intervenir: c'est un travail pour Matula.

## Huitième saison (1988): épisodes 56 à 64
1. Délit de fuite (Kurz hinter Ankara)
2. Les fruits de la violence (Wer Gewalt säht…)
3. Meurtre par procuration (Tödliche Versöhnung) - Eberhard Buck sort de prison. Il y a quelques années, il a tué sa petite amie au cours d'une dispute. Sa peine purgée, il ne pense qu'à trouver un travail à l'étranger. Mais à sa sortie, il doit d'abord porter des messages, confiés par un co-détenu, à des personnes dont il ne sait rien. De plus, Dr Renz l'appelle : la mère de la victime veut absolument le rencontrer.
4. La dernière chance (Die einzige Chance)
5. Le butin de César (Caesars Beute) Dr Renz défend une bande, dont le chef est surnommé « César ». Leur butin n'a jamais été retrouvé. Quelques jours après le procès, une jeune fille se présente chez lui, disant être la fille d'une de ses anciennes camarades d'études, qui se serait suicidée. Départ de Me Renz et arrivée de Me Franck
6. Le dossier Kramm (Die Akte Kramm) - Alors que Dr Franck vient à peine de reprendre l'étude de Dr Renz, un homme arrogant et menaçant vient le voir et exige des informations sur un ancien client de Renz, un certain Berthold Kramm.
7. On ne vit qu’une fois (Man lebt nur einmal)
8. Les retrouvailles (Alte Liebe)
9. L’homme sur la photo (Der Mann auf dem Foto)

## Neuvième saison (1989): épisodes 65 à 73
1. Du cyanure dans la vodka (Zyankali)
2. 70 000 DM en espèces (70000 bar)
3. Le dernier acte (Donnerstag, letzter Akt)
4. L’enlèvement (Blut). Me Franck se retrouve dans une situation bien inconfortable : un de ses vieux amis, gravement malade, le charge de traiter avec les ravisseurs de sa fille. Les soupçons de l'avocat se portent immédiatement sur les deux frères de la très jeune compagne du vieil homme, qui sont aussi ses créanciers. Mais le vieil homme ne veut absolument pas mêler la police à l'enlèvement. Les choses se compliquent encore quand son ex-femme vient s'immiscer dans l'affaire.
5. Morts sans domicile (Tod im Schlafsack)
6. Le fils indigne (Die Quittung)
7. Remords (Gewissensbisse)
8. Écart fatal (Seitensprung)
9. La clé (Der Schlüssel) - Un détenu, condamné pour un cambriolage de bijouterie dont le butin n'a jamais été retrouvé, sort de prison. Il achète un énorme bouquet de fleurs pour sa fiancée. Le lendemain, celle-ci se rend chez Me Franck : il n'est toujours pas arrivé.

## Dixième saison (1990): épisodes 74 à 83
1. Vendredi rouge (Roter Freitag)
2. Mort pour rien (Blutige Rosen) - Un voleur de voiture plutôt cleptomane, que Me Franck a déjà défendu maintes fois, réveille son avocat en pleine nuit. Il vient d'être arrêté pour un nouveau vol, mais cette fois il est accusé d'avoir commis en même temps un délit de fuite, après avoir écrasé un marchand de roses. Il nie les faits, mais reconnaît le vol. L'affaire n'est pas simple : le propriétaire de la voiture volée est procureur.
3. Frères ennemis (Bruderhaß)
4. Le deuxième homme (Der zweite Mann)
5. Manipulation (Tödlicher Irrtum)
6. Boomerang (Bumerang)
7. La madone (Madonna)
8. Le mouton noir (Schwarze Schafe)
9. L’or et le sang (Blutiges Gold)
10. Amour paternel (Vaterliebe)

## Onzième saison (1991): épisodes 84 à 93
1. La valse des neiges (Schneewalzer)
2. Dérapages incontrôlés (Schleuderkurs)
3. L’argent du contrat (Kopfgeld)
4. La confiance d’une mère (Eiskalt)
5. Le secret d’Helen (Helens Geheimnisse)
6. Le dernier amour d’Hanna (Hannas letzte Liebe)
7. L’enfant indésirable (Die Sünden der Väter)
8. Tiré comme un lapin (Blattschuß)
9. La mort à domicile (Tod frei Haus)
10. Des photos compromettantes (Filmriß)

## Douzième saison (1992): épisodes 94 à 103
1. L’argent du silence (Schweigen ist Geld)
2. Intime conviction (Härter als Glas)
3. La mort en scène (Todesspiel)
4. L’argent ne fait pas le bonheur (Geld verjährt nicht)
5. Signe de vie (Lebenszeichen)
6. Noir, impair et meurt (Scheine spielen schwarz)
7. Corruption (Käufliche Herren)
8. Divorce (Gier)
9. Double attentat (Das Attentat)
10. Mort suspecte (Feiglinge töten nicht)

## Treizième saison (1993): épisodes 104 à 113
1. Jalousie (Eifersucht)
2. Machination diabolique (Eine mörderisch gute Idee)
3. Tout le monde ment (Rache)
4. L’Homme derrière le rideau (Mann hinter Vorhang)
5. Un bon garçon (Eine seltsame Zeugin)
6. Meurtre dans l’ascenseur (Tod im Fahrstuhl)
7. L’occasion fait le meurtrier (Gelegenheit macht Mörder)
8. Un aller pour le ciel (Ticket zum Himmel)
9. La Mort de Martin (Martins Tod)
10. Cauchemar (Böses Erwachen)

## Quatorzième saison (1994): épisodes 114 à 123
1. Jusqu’à ce que la mort nous sépare (Wer die Beute bricht)
2. La vraie richesse (Der wahre Reichtum)
3. Mort d’un artiste (Tod eines Künstlers)
4. Le gagnant (Der Gewinner)
5. Des larmes pour Bruni (Tödlicher Gewinn)
6. Le cœur étranger (Das fremde Herz)
7. Coup au cœur (Schuß ins Herz)
8. Assurance sur la mort (Ein todsicheres Geschäft)
9. La dernière présentation (Die letzte Präsentation)
10. Argent sale (Heißes Geld)

## Quinzième saison (1995): épisodes 124 à 133
1. Amis à mort (Mordsfreunde)
2. Le petit frère (Kleiner Bruder)
3. Requiem (Abgründe)
4. Pays blanc (Weißes Land)
5. Dépôt de bilan (Konkurs)
6. Pulsion meurtrière (Mordsgefühle)
7. La classe macabre (Eine offene Rechnung)
8. Un assassin pas comme les autres (Ein anständiger Mörder)
9. Sang pour sang (Tod im Motel)
10. Une frénésie d’achats mortelle (Tödlicher Kaufrausch)

## Seizième saison (1996): épisodes 134 à 143
1. Coups tordus (Miese Tricks)
2. L’ange de la mort (Todesengel)
3. Un adieu définitif (Tödlicher Abschied)
4. L’appât (Der Köder)
5. La mort du juge (Richtermord)
6. Construit sur du sable (Auf Sand gebaut)
7. Tuer pour survivre (Ausweg Mord)
8. Mauvais sang (Böses Blut)
9. L’ange déchu (Herzschmerz)
10. Fatal héritage (Tödliches Erbe)

## Dix-septième saison (1997): épisodes 144 à 153
1. Les Liens du sang (Bis aufs Blut)
2. De faux complices (Falsche Komplizen)
3. Le Rêve californien (Der kalifornische Traum)
4. Le Gentleman (Kalte Abreise)
5. Tous pour un (Alle für einen)
6. Meurtres en duo (Das Paar) - Départ de Me Franck et arrivée de Me Voss 90 minutes
7. Actions frauduleuses (Tödliche Zinsen)
8. Pari sur le mauvais cheval (Aufs falsche Pferd gesetzt)
9. Rien qu'une nuit (Nur eine Nacht)
10. Fin d'une tromperie (Ende einer Täschung)

## Dix-huitième saison (1998): épisodes 154 à 164
1. La victoire d'abord (Nur der Sieg zählt)
2. Le Dernier Versement (Die letzte Rate)
3. Le bouc émissaire (Unheimliche Geschäfte)
4. Rendez-vous avec la mort (Rendezvous mit dem Tod)
5. Expédié et vendu (Verladen und verkauft)
6. Convoitises (Ziel der Begierde)
7. Mauvaises cartes (Schlechte Karten)
8. Mauvais partenaires (Falsche Partner)
9. Le Moment favorable (Gunst der Stunde)
10. Erreur judiciaire (Fahrt zur Hölle)
11. Mort d’un garde du corps (Tod eines Leibwächters)

## Dix-neuvième saison (1999): épisodes 165 à 173
1. Chefs-d'œuvre en péril (Von Nagel zu Nagel)
2. Méprise (Kalt erwischt)
3. Notes sanglantes (Blutige Noten)
4. Argent sale (Schwarzgeld)
5. Terreur de l'au-delà (Terror aus dem Jenseits)
6. La Deuxième Mort (Der zweite Tod)
7. Mort d’un Hacker (Tod eines Hackers)
8. Erreur médicale (Kunstfehler)
9. Dur à cuire (Abgebrüht)

## Vingtième saison (2000): épisodes 174 à 182
1. Amour et haine (Hassliebe) - épisode réalisé par Claus Theo Gärtner
2. Le faux témoignage (Schmutzige Wäsche)
3. Espoir mortel (Ertrunkene Träume)
4. Argent facile (Schnelles Geld)
5. Jeu, set et meurtre (Spiel, Satz und Mord)
6. Poudre aux yeux (Schneetreiben)
7. Tueur à gages (Blutiges Pfand)
8. Dieu m'est témoin (Gott ist mein Zeuge)
9. Demain, tu seras mort (Morgen bist du tot) - Assassinat de Me Voss et arrivée de Me Lessing

## Vingt-et-unième saison (2001): épisodes 183 à 193
1. Le Père prodigue (Der verlorene Vater)
2. Le Gang des filles (K.O.-Girls)
3. L'ultime répétition (Tödliche Probe)
4. Clichés mortels (Tödliche Schnappschüsse)
5. Code Mira (Code Mira)
6. Beauté fatale (Tod eines Models) : Elvira Horla, star de magazine photos, est retrouvée étranglée dans son mobile home, au sortir d'une séance photo, où elle s'est disputée avec son photographe fétiche, Bernd Fendinger. Néanmoins, c'est Detlev Rosenbauer, l'agent d'Elvira, qui est arrêté, après avoir été aperçu sortant précipitamment de la caravane de la victime après une autre violente dispute. La starlette voulait changer de direction dans sa vie et s'orienter vers le cinéma d'Holywood. Lessling a beaucoup de mal à défendre Rosenbauer, qui est colérique, doublé d'une réputation de harceleur sexuel, notamment envers Elvira. Au cours de l'enquête, Matula découvre que Susanne Lobstett, la maquilleuse d'Elvira, connaît l'identité du véritable assassin, qu'elle fait chanter contre son silence. Malheureusement, Susanne est elle aussi assassinée.
7. Liaison maudite (Schulschluss)
8. Le Sourire de Bouddha (Das Lachen des Buddhas)
9. Amours interdites (Verbotene Gefühle)
10. Le loup solitaire (Einsamer Wolf)
11. L'âme du chasseur (Jagdfieber)

## Vingt-deuxième saison (2002): épisodes 194 à 200
1. Un plan ignoble (Ein schändlicher Plan)
2. Dans le coma (Im Koma)
3. Condamné au silence (Zum Schweigen verurteilt)
4. Crime à domicile (Penthouse mit Leiche)
5. Dettes fatales (Mörderische Schulden)
6. En plein cœur (Mitten ins Herz)
7. Mauvais rêves (Alpträume) 90 minutes

## Vingt-troisième saison (2003): épisodes 201 à 209
1. Talent usurpé (Fremde Federn)
2. Panne de freins (Bremsversagen)
3. L'homme qui est mort deux fois (Der Mann, der zweimal stirbt)
4. Pères et filles (Erics Tod)
5. Petits arrangements entre amis (Gegen die Wand gefahren)
6. Recherches fondamentales (Was zu beweisen war)
7. Scandale à la magistrature (Die Staatsanwältin)
8. A coups de crosse (Unter Freunden)
9. Sale temps pour les privés (Doppelmord)

## Vingt-quatrième saison (2004): épisodes 210 à 220
1. Une femme d'exception (Tod der Arztfrau)
2. Femme d'argent et femme de cœur (Mord aus Liebe)
3. La doublure (Doppelgänger)
4. La maison Kirchner (Ticket ins Jenseits)
5. Influence fatale (Der Tod und die Sterne)
6. Petits revenus complémentaires (Nebengeschäfte)  - épisode réalisé par Claus Theo Gärtner
7. Mauvaise carte pour Grabowski (Schlechte Karten für Grabowski)
8. L'accident (Doppeltes Spiel)
9. Au nom de l'amour (Gigolo)
10. Une carrière à tout prix (Karriere um jeden Preis)
11. Un mari indigne (Tödliche Betriebsfeier)

## Vingt-cinquième saison (2005): épisodes 221 à 232
1. Œil pour œil (Auge um Auge)
2. Vie et mort d'un architecte (Tod im Hochhaus)
3. Le prince et la danseuse (Romanze in schwarz)
4. Meurtres et graffitis (Graffiti)
5. Mixture fatale (Tödliche Verbindungen)
6. Pierres précieuses (Juwelen)
7. Ultime chance (Die letzte Chance)
8. Charmante victime (Die schöne Tote)
9. Le pouvoir de l'amour (Die Macht der Liebe)
10. Rêves brisés (Zerbrochene Träum)  - épisode réalisé par Claus Theo Gärtner
11. Une vie volée (Das gestohlene Leben)
12. Mort d'un comptable (Tod eines Buchhalters)

## Vingt-sixième saison (2006): épisodes 233 à 242
1. Règlement de comptes aux halles (Großmarktfehde)
2. Erreur parfaite (Perfekter Irrtum)
3. Carton rouge (Doppelpass)
4. La jeune fille et la mort (Der Tod und das Mädchen)
5. Protection rapprochée (Rollentausch)
6. De chers saluts sanglants (Blutige Liebesgrüße)
7. Une peur bleue (Todesangst)
8. Le fils perdu (Der verlorene Sohn)
9. Une tombe pour deux (Ein eiskaltes Geschäft)
10. Le serment (Ewige Freundschaft)

## Vingt-septième saison (2007): épisodes 243 à 252
1. Meurtres au zoo (Mord im Zoo)
2. Faillites en cascade (Recht und Gerechtigkeit)
3. Question de confiance (Vertrauenssache)
4. Frères de sang (Blutsbrüder)
5. Le prix du chantage (Schmutzige Hände)  - épisode réalisé par Claus Theo Gärtner
6. Meurtre au musée (Mord im Museum)
7. Obsession mortelle (Tödliche Besessenheit)
8. La clé du mystère (Außer Kontrolle)
9. Une affaire d'amitié (Wo Freundschaft endet)
10. Chute mortelle (Reißleine)

## Vingt-huitième saison (2008): épisodes 253 à 259
1. Cas de conscience (Bittere Erkenntnis)
2. Contrefaçon meurtrière (Mörderische Fälschungen)
3. Une décision fatale (Eine fatale Entscheidung)
4. Question d'honneur (Ehrensache) - Départ de la secrétaire Helga Sommer
5. Vengeance cruelle (Erbarmungslose Rache) - Arrivée de la secrétaire Kristin Wernstedt
6. Rêve meurtrier (Geplatzte Träume)
7. Fausse piste (Falsche Fährte)

## Vingt-neuvième saison (2009): épisodes 260 à 271
1. Recherche héritiers (Erben gesucht)
2. Faux indices (Die Indizienfalle)
3. Accident mortel au vignoble (Tod im Weinberg)
4. Complot et harcèlement (Teuflischer Schatten)
5. L'Ultimatum (Das Ultimatum)
6. Une liaison mortelle (Tödliche Affäre) : 1re diffusion ZDF le 12 juin 2009, France 3 le 23 juillet 2013 à 13h30
7. Meurtre de sang-froid (Kalte Wut)
8. Scorpion en maison trois (Skorpion im dritten Haus)
9. Quand l'amour fait mal (Schmerz der Liebe)
10. Ambition mortelle (Mörderischer Ehrgeiz)
11. Les jeunes loups (Die Senkrechtstarter)
12. Petit satellite (Kleiner Satellit)

## Trentième saison (2010-2011): épisodes 272 à 280
1. Sous pression (Unter Druck)  - épisode réalisé par Claus Theo Gärtner
2. Vengeance de guerre (Zwischen den Fronten)
3. Coupable et victime (Täter und Opfer)
4. Les revers de l'exil (Zerstörte Träume)
5. Leichen im Keller (titre français inconnu)
6. Pur éclat (Schöner Schein)
7. Une histoire mortelle (Tödliche Story)
8. Zone d'ombre (Dunkle Schatten)
9. Jalousie meurtrière (Alles außer Liebe)

## Trente-et-unième saison (2011-2012): épisodes 281 à 294
1. L'affaire Matula  (Der Fall Matula)
2. Plagiat (Koala im Schnee)
3. Schicksal (titre français inconnu)
4. Verlust (titre français inconnu)
5. Le grand amour (Liebesblind)
6. Investissements dangereux (Tödliche Gier)
7. Sport extrême (Todeslauf)
8. Un million en petites coupures (Eine Million in kleinen Scheinen)
9. Mort sur le ring (Tod im Ring)
10. Le droit de garder le silence (Das Versteck)
11. Faussaires (Abgezockt)
12. Tuée au centre d'appel (Mord im Callcenter)
13. Mord im Taunus (titre français inconnu)
14. La superstar de Francfort (Frankfurt Superstar)

## Trente-deuxième saison (2013): épisodes 295 à 300
1. Incognito (Incognito)
2. Vengeance aveugle (Blind date)
3. Un locataire gênant (Unterm Lindenbaum)
4. Le péché d'Adam (Adams Sünde)
5. Les riches et les pauvres (Schöner Sterben)
6. La conclusion (Letzte Worte) - Départ du détective privé Josef Matula, de Me Lessing et de la secrétaire Kristin Wernstedt